# Catacombe van Domitilla

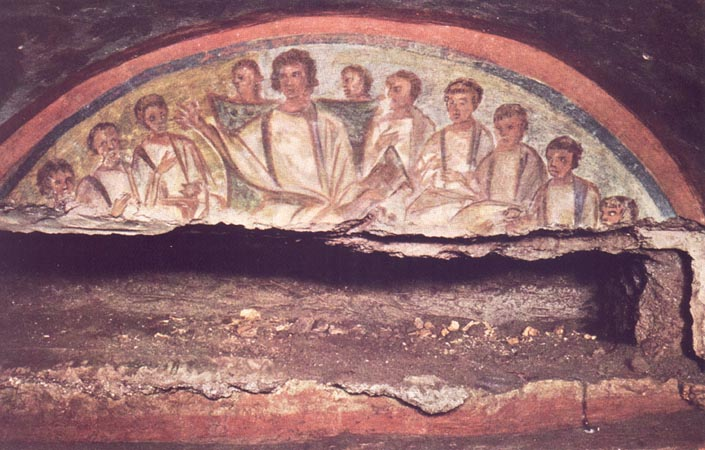
Christus als leraar, fresco in de catacombe

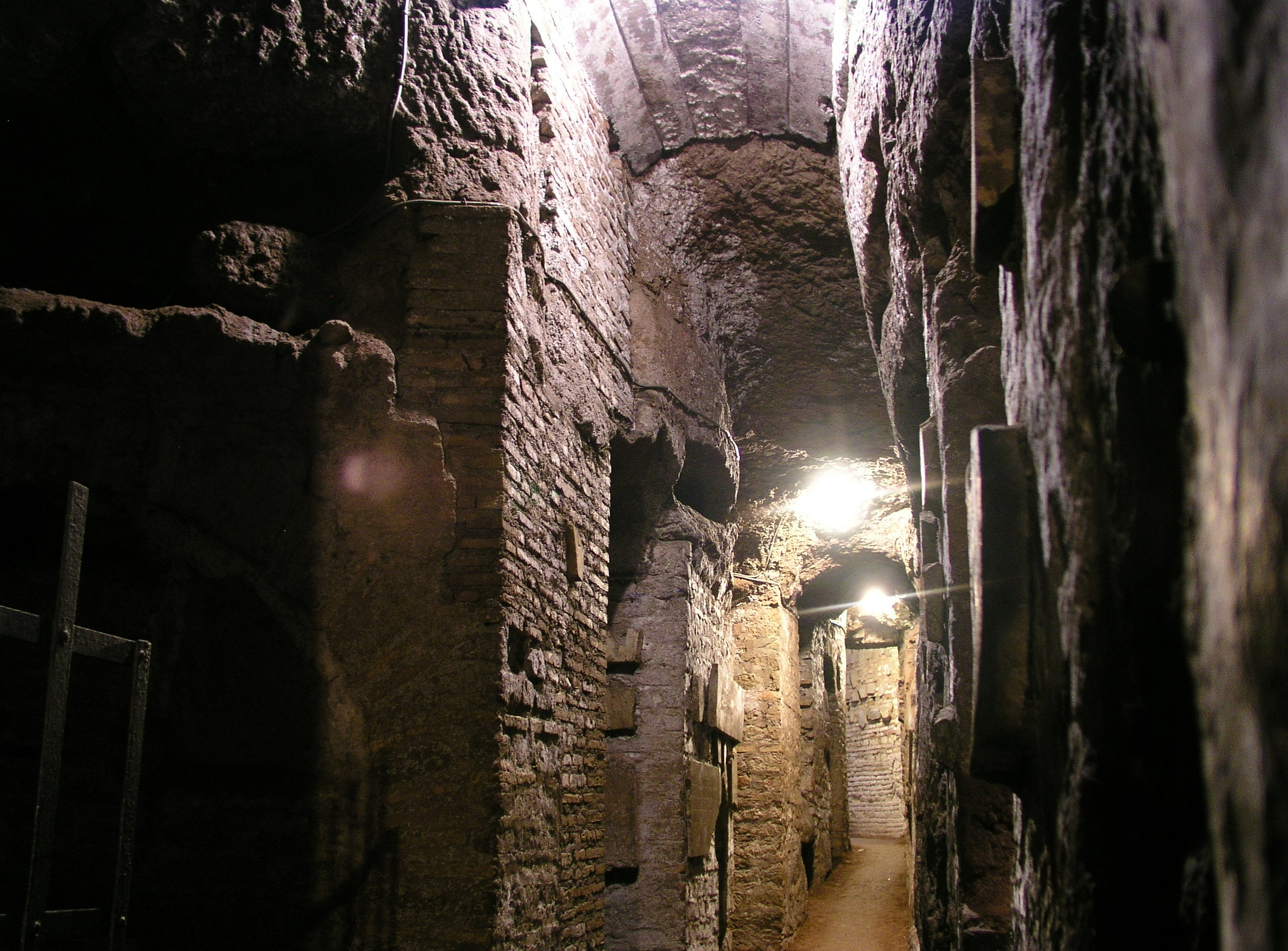
Gang in de catacombe

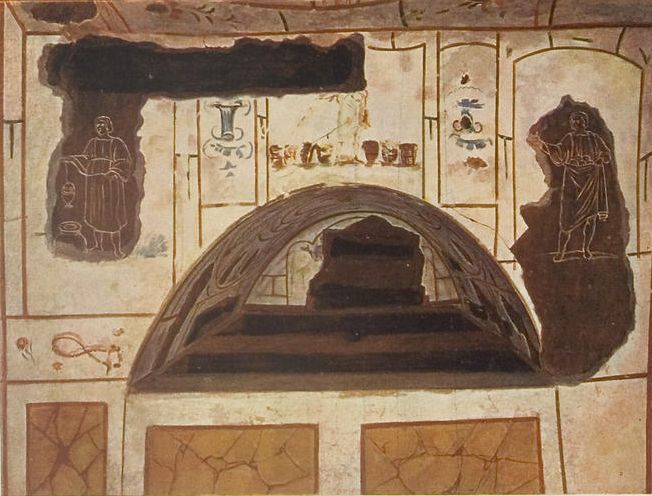
Een arcosolium

De Catacombe van Domitilla of Domitilla-catacombe (Italiaans: Catacombe di Domitilla) is een van de catacombecomplexen in de Italiaanse stad Rome. De catacombe ligt aan de Via Ardeatina, vlak bij de Catacombe van Sint-Calixtus, in de wijk Ardeatino.
De oudste graven stammen uit de 1e en 2e eeuw n.Chr. en tot in de late oudheid werden er mensen begraven. De bekendste personen die hier werden bijgezet waren de martelaars Nereus en Achilleus. De catacombe zelf is vernoemd naar Flavia Domittila, een adellijke vrouw uit de gens Flavia. In de 4e eeuw werd op de catacombe de Basiliek van Sint-Nereus en Achilleus gebouwd. In de middeleeuwen raakte de catacombe in de vergetelheid. Pas in de 16e werd ze weer ontdekt door Antonio Bosio, in die tijd de belangrijkste onderzoeker van de ondergrondse catacomben van Rome.

## Toponiem
De catacombe bevindt zich in het oude praedium Domitillae, getuige oude literaire bronnen en epigrafische bevindingen. In de Flavische dynastie waren er in de eerste eeuw twee vrouwelijke figuren met de naam Flavia Domitilla:
- de eerste is de eigenaar van het bovengenoemde landgoed, echtgenote van de consul van Titus Flavius Clemens;
- de tweede is de nicht van de consul zelf, vereerd als martelaar in de 4e eeuw.

De catacombe dankt zijn naam dan ook aan een van de twee Domitilla's van de Flavische familie, bekeerd tot het christendom en daarom vervolgd.

## Martelaren
In de index van de oude christelijke begraafplaatsen van Rome (Index coemeteriorum vetus) heeft deze catacombe de naam: Cymiterium Domitillae, Nerei et Achillei ad sanctam Petronellam via Ardeatina.
Sinds de oudheid staat de catacombe bekend als de begraafplaats van de martelaren Nereus en Achilleus. Hun passio die dateert uit de vijfde of zesde eeuw, hoewel in veel opzichten fantasierijk, is deze nauwkeurig en gedetailleerd in de beschrijving van hun begrafenis in het land dat eigendom is van Domitilla aan de Via Ardeatina. Een andere aanwijzing komt uit de Notitia ecclesiarum urbis Romae, de 7e-eeuwse pelgrimsgids, waarin die als volgt wordt beschreven:

En je verlaat de Via Appia en bereikt de Ardeatina... Dan ga je een trap af naar de heilige martelaren Nereus en Achilleus.

Deze literaire aanwijzingen zijn bevestigd in archeologische opgravingen, dat wil zeggen in de ontdekking van een monumentale getuigenis van de cultus van de twee martelaren.
De traditie bevestigt ook het bestaan op de begraafplaats van de cultus van Sint-Petronella, volgens bepaalde tradities de dochter van Petrus. De oorsprong van deze foutieve relatie komt van de afleiding van de naam Petronella van Petrus in plaats van Petronius. Deze cultus wordt, vanuit archeologisch oogpunt, bevestigd door een fresco, genaamd della matrone Veneranda.

## Geschiedenis
Archeologische opgravingen die in de twintigste eeuw zijn uitgevoerd, hebben het mogelijk gemaakt om bovengrondse grafnederzettingen te ontdekken die dateren uit het einde van het Republikeinse tijdperk (1e eeuw voor Christus); de openluchtbegraafplaats bleef zich ontwikkelen tot het late rijk, toen leden van adellijke christelijke families begraven wilden worden in de buurt van de relieken van de martelaren. Deze openluchtbegraafplaats is samengesteld uit verschillende typologieën van begrafenissen, waaronder columbaria en mausolea.
De ondergrondse begraafplaats ontwikkelde zich in plaats daarvan in de 2e-3e eeuw, eerst als afzonderlijke funeraire kernen en vervolgens verenigd in één enkele grote catacombe.
Met de transformatie tot heiligdom door paus Damasus I werd de begraafplaats een bedevaarts- en devotieplaats, totdat paus Leo III in de 9e eeuw door de onveiligheid van de buitenwijken en het Romeinse platteland besloot de relieken van de martelaren over te brengen naar binnen de Aureliaanse Muur, in de kerk van Santi Nereo e Achilleo.
Na eeuwenlang verlaten en vergeten te zijn, werd de catacombe aan het einde van de zestiende eeuw ontdekt door Antonio Bosio en bestudeerd door Giovanni Battista de Rossi in het midden van de negentiende eeuw.
Op deze plaats werd in 1965, een paar dagen voor het einde van het Tweede Vaticaans Concilie, het Pact van de Catacomben ondertekend.

## Situering en beschrijving
De catacombe is voornamelijk ontwikkeld op twee verdiepingen, hoewel in sommige delen er ook een derde en een vierde verdieping zijn opgegraven. Er zijn ook zeven gebieden, allemaal uit het pre-Constantijnse tijdperk.
Vanaf de huidige ingang van de begraafplaats betreedt men de basiliek gewijd aan Nereus en Achilleus, die, op basis van de epigrafische vondsten, kan worden gedateerd tussen 390 en 395; de bouw ervan leidde tot het opofferen van enkele galerijen en het verstoren van de reeds bestaande funeraire structuur. In het gebied van de apsis werden de overblijfselen van het ciborium ontdekt, gebouwd over het graf van de martelaren, en bestaande uit de overblijfselen van twee kleine zuilen; in het bijzonder de aan Achilleus opgedragen inscriptie (daarom de inwijdingsinscriptie) toont nog steeds intact het martelaarschapstafereel, uitgehouwen in marmer, dat een personage uitbeeldt gekleed in militaire kleding die op het punt staat een ander personage te onthoofden gekleed in een lange tuniek; op de achtergrond ziet men een lauwerkrans, een symbool van het martelaarschap.
Achter de basiliek werd in de vierde eeuw een nieuwe begraafplaats gebouwd, rijk aan graven, gezien de nabijheid van het martelaarsheiligdom. Hier is het arcosolio della matrona Veneranda, met het schilderij van de matrone die door de martelaar arcosolio della matrona Veneranda in de hemel is gebracht, herkenbaar aan het bijschrift Petronella mart(yr). Dit gebouw, gelegen op het landgoed van Tor Marancia langs de rand van de Via delle Sette Chiese, werd in 1874 aan het licht gebracht.
Een ander pre-Constantijns gebied, en ook een van de bekendste van de hele catacombe, is het Hypogeum van de Flaviërs. Het aangelegd in de tweede eeuw, het heeft een familiaal karakter en is oorspronkelijk heidens: het bestaat uit een grote galerij, gekenmerkt door een rijke decoratie, waarop vier nissen zijdelings openen, waar de sarcofagen van de belangrijkste leden van de familie waren geplaatst; onderaan was er het gebied voor de graven van de bedienden en vrijgelatenen.
Andere belangrijke monumenten zijn de kamer van de Ampliati en de regio die de mozaïektrap wordt genoemd.